# John Samuel Foley

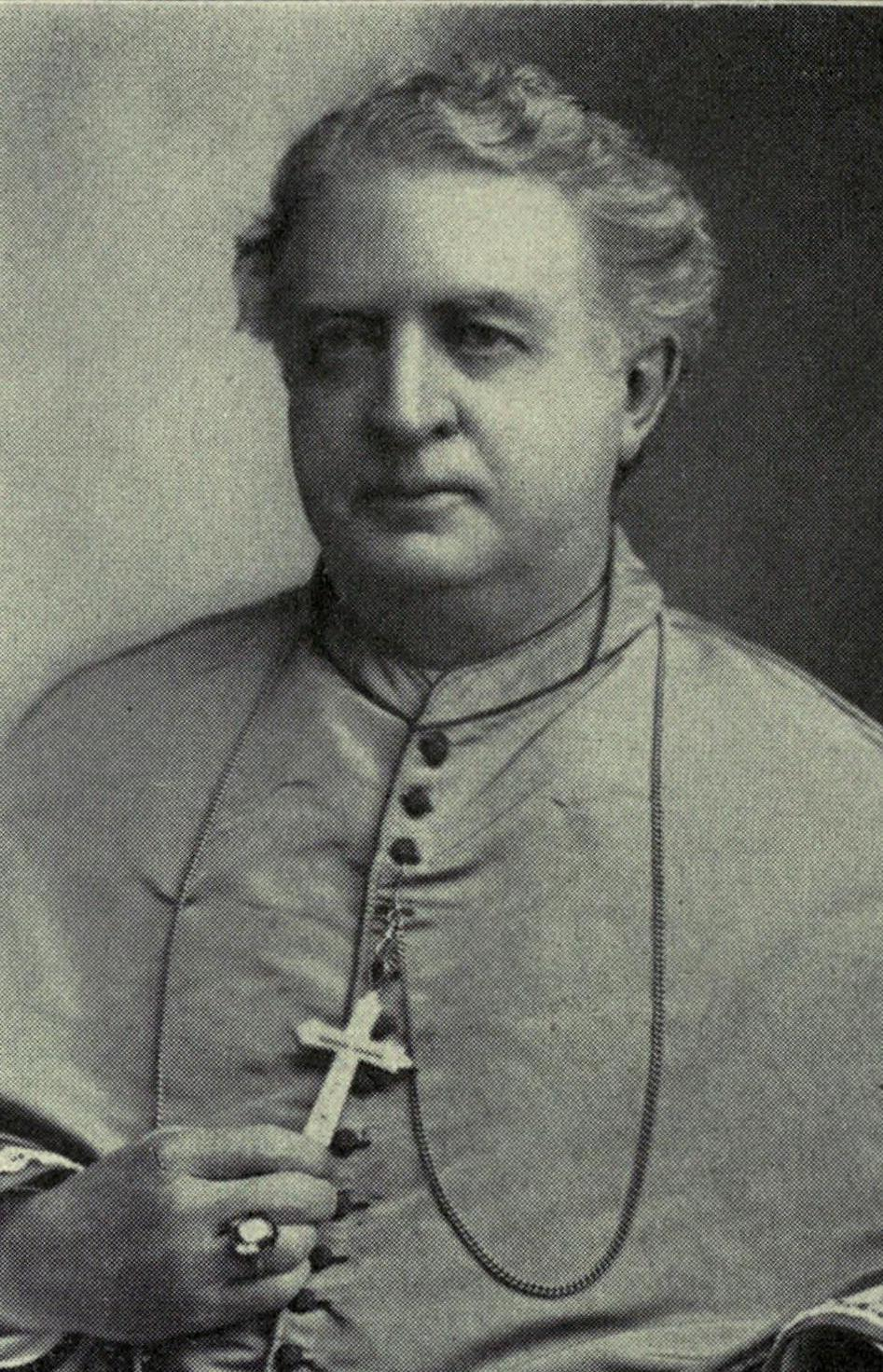
Bischof John Samuel Foley (1903)

John Samuel Foley (* 5. November 1833 in Baltimore, Maryland; † 5. Januar 1918) war ein US-amerikanischer Bischof der Römisch-katholischen Kirche.
John Foley war der Sohn von Matthew und Elizabeth (geborene Murphy) Foley, die beide aus Enniscorthy, County Wexford, Irland stammte. Sein älterer Bruder war Thomas Foley, Koadjutorbischof von Chicago (1870–1879). Nachdem er die kirchlichen Schulen in Baltimore abgeschlossen hatte, studierte er Klassische Altertumswissenschaft und Philosophie am St. Mary’s College. Anschließend studierte er bis 1853 Theologie am St. Mary’s Seminary. Danach schickte ihn Francis Patrick Kenrick, der Erzbischof von Baltimore, nach Rom an die Pontifical Athenaeum um sein Studium im Jahr 1857 abzuschließen.
Kardinal Costantino Patrizi Naro spendete ihm am 20. Dezember 1856 in der Lateranbasilika die Priesterweihe. Nach seiner Rückkehr im November 1857 wurde er Pastor der St. Brigid’s Church in Baltimore, 1858 an der Saint Paul Catholic Church in Ellicott City in 1858 und dann ab 1864 Kurat in der St. Peter’s Church in Baltimore. 1865 war er der erste Pastor der St. Martin’s Church. Daneben übernahm er die Schulleitung des House of the Good Shepherd und assistierte Erzbischof Martin John Spalding beim Aufbau von neuen Missionen, Schulen sowie caritaiven Einrichtungen. Kardinal James Gibbons, ein Freund aus der Kindheit, ernannte ihn zum Sekretär für das dritte Plenary Council of Baltimore 1884 und zum Koautor des Baltimore Catechism. 1886 wurde er als Bischof of Wilmington, Delaware, nominiert, aber die Kongregation zur Verbreitung des Glaubens lehnte ihn ab.
Papst Leo XIII. ernannte ihn am 3. August 1888 zum dritten Bischof von Detroit, Michigan. James Gibbons, Erzbischof von Baltimore, weihte ihn am 4. November 1888 in der Kathedrale von Baltimore zum Bischof. Mitkonsekratoren waren John Loughlin, Bischof von Brooklyn und Edgar Wadhams, Bischof von Ogdensburg. In Gegensatz zu seinen Vorgängern, die beide in Deutschland geboren waren, war er der erste in der Vereinigten Staaten geborenen Bischof. Er baute ein Theologisches Seminar für polnisch-stämmige Amerikaner auf. 1900 schrieb Foley einen Brief für die Detroit Century Box time capsule. Mit der Pfarrei St. Peter Claver gründete er 1911 die erste Pfarrei für Afroamerikaner. Zuvor fand deren Seelsorge in Kapellen und Missionen statt. Durch die Entwicklung der Automobilindustrie in Detroit verdreifachte sich die Zahl die Katholiken im Bistum. Da sich die Zahl der Priester nur verdoppelte waren es nicht genug um die wachsend Bevölkerung zu versorgen. Trotz seiner Popularität und seines persönlichen Charmes, wurde er allgemein als ineffektiver Bischof mit einer nichtfunktionierend Verwaltung angesehen.
Foley starb im Alter von 84 Jahren. Mit seiner 30-jährigen Amtszeit ist er nach wie vor der Bischof mit der längsten Amtszeit in der Geschichte der Erzdiözese Detroit.